# Marek Dunda
Marek Dunda (* 8. ledna 1969, Třebíč) je český katolický kněz, spoluzakladatel společenství FATYM, publicista, lidový misionář a iniciátor vývoje modelu lidových misií pro Českou republiku, koordinátor katolického časopisu Milujte se! a vicekoordinátor křesťanské internetové televize TV-MIS. Byl i koordinátorem tiskového apoštolátu A. M. I. M. S. a šéfredaktorem časopisu Milujte se!.

## Životopis
Narodil se 8. ledna 1969 v Třebíči. Studoval teologii na Cyrilometodějské bohoslovecké fakultě Praha se sídlem v Litoměřicích a na Cyrilometodějské teologické fakultě Univerzity Palackého v Olomouci. Na téže fakultě absolvoval i postgraduální studium pod vedením prof. Ladislava Tichého. V roce 2004 dosáhl licenciátu (licenciátní práce Lidský strach v synoptických evangeliích) a v roce 2008 doktorátu (disertační práce Oslovení Ježíše v synoptických evangeliích) v oboru biblická teologie se specializací na Nový zákon.
V roce 1993 přijal jáhenské svěcení. Jáhenskou praxi vykonával v Římskokatolické farnosti Přímětice a potom v Římskokatolické farnosti Znojmo – Svatý Mikuláš. V roce 1994 byl vysvěcen na kněze. Jako kaplan působil v Hostěradicích (1994–1995), v Břeclavi (1995), ve Velkém Meziříčí, Borech a Netíně (1995–1996). Od roku 1996 působí ve FATYMu Vranov nad Dyjí a od roku 1998 je jeho moderátorem.

## Činnost

### Antiochia
V době, kdy působil jako prefekt v Teologickém konviktu v Litoměřicích (školní rok 1991/92), stál u zrodu a byl iniciátorem prvních ročníků prázdninové evangelizační akce mladých s názvem Antiochia. Tato akce se od té doby koná dodnes (i když se již Marek Dunda její organizace řadu let neúčastní). Do nepříliš živé farnosti přijíždějí (akce se nyní konává souběžně na několika místech v České republice) v několika na sebe navazujících turnusech a spolupracujících turnusech věřící mladí lidé, pod vedením bohoslovců se snaží různými způsoby a na mnoha úrovních navázat kontakt a vztahy s místními lidmi.

### FATYM
Marek Dunda byl v roce 1996 jedním ze zakládajících členů farního týmu FATYMu (společně s kněžími Pavlem Zahradníčkem – prvním moderátorem týmu – a Milanem Plíškem). Od roku 1998 vede jako moderátor FATYM Vranov nad Dyjí. FATYM je společenství katolických kněží, jáhnů a laiků na Znojemsku a kromě duchovní správy ve svěřených farnostech se věnuje řadě dalších evangelizačních a misijních aktivit s celorepublikovým přesahem (internetová televize TV-MIS, tiskový apoštolát A. M. I. M. S., pěší poutě, webový portál fatym.com, lidové misie, časopis Milujte se!, duchovní obnovy exercičního typu, pilotní projekt Adoptivní farnost Jeníkov, Společenství čistých srdcí...).

### Lidové misie
Marek Dunda vede vypracování původního modelu lidových misií pro Českou republiku, který kombinuje osvědčené elementy z historie, ze současné praxe v zahraničí i originální prvky, které vyplynuly z přibližně patnáctileté misijní praxe FATYMu. Kněží FATYMu pod jeho vedením od roku 1997 postupně vyvinuli a ozkoušeli (misijní modely jsou i v současnosti na základě nových zkušeností stále aktualizovány) dva modely průběhu lidových misií. První model je určen (jak Marek Dunda uvádí v předmluvě své knihy Dědictví otců zachovej nám, Pane aneb lidové misie s FATYMem pro poměrně zbožné farnosti především moravského typu a byl misijními týmy FATYMu otestován již ve více než padesáti farnostech převážně na Moravě (například Velkém Meziříčí, Ždáře nad Sázavou, Kroměříži, Hustopečích, Velké Bíteši, Radešínské Svratce, Brně Obřanech-Maloměřicích). Druhý je naopak vhodný pro farnosti duchovně mrtvé nebo téměř duchovně mrtvé pohraničního rázu (byl ozkoušen v Kynšperku nad Ohří).
Cílem lidových misií, které trvají i s přípravnou fází často více než rok a mají několik postupných etap – vln, je obnova a prohloubení víry ve farním společenství, a také oslovení těch, kteří se životu ve společenství církve již před řadou let vzdálili. Jejich cílem je oslovit i ty, kteří zatím s církví nijak v kontaktu nebyli. V této nejširší rovině heslem misií bývá: K misiím se připojím, dobro v sobě probudím.
Marek Dunda se současně věnuje jak vedení misijních týmů v terénu (jako tzv. koordinátor misií), tak i přednáškové a publikační činnosti věnované propagaci myšlenky lidových misií, vypracovaných misijních modelů a získaných zkušeností.
Při vedení lidových misií spolupracuje i s kněžími, kteří nejsou členy FATYMu. Hlavními misijními kazateli bývají Mons. Jan Peňáz, Mons. Jindřich Bartoš, či již zemřelý probošt Stanislav Krátký Přednášky o bibli pro širokou veřejnost mívá např. Pavel Zahradníček. Řada dalších kněží pomáhá např. při žehnání domů.

### Časopis Milujte se!
Od roku 2007 je koordinátorem časopisu pro novou evangelizaci Milujte se!. V roce 2009 byl rovněž šéfredaktorem tohoto časopisu. V časopise Milujte se! rovněž pravidelně publikuje řadu článků, týkajících se nové evangelizace, duchovního života a životopisů svatých.

### Internetová televize TV-MIS
Je vicekoordinátorem internetové televize TV-MIS, která vedle čtyř programů MIS 1 – MIS 4 nabízí i rozsáhlou audiosekci.

### A. M. I. M. S.
Je zakládajícím členem sdružení A. M. I. M. S. V roce 2009 byl koordinátorem A. M. I. M. S. (název tvoří zkratkové slovo z latinského Apostolatus Mariae Immaculatae Matris Spei, česky Apoštolát Panny Marie Neposkvrněné – Matky Naděje). Sdružení se vedle dalších aktivit věnuje zejména tiskovému apoštolátu (do roku 2003 byl označován jako Tiskový apoštolát FATYMu). Jeho cílem je vydávání a tisk publikací, určených pro šíření za minimální příspěvek na tisk nebo zdarma.

### Kněží podporují rodiče
Byl také iniciátorem akce Kněží podporují rodiče. Cílem akce byla podpora rodičů usilujících v roce 2010 o zastavení zavádění nevhodných forem připravované sexuální výchovy na školách. Akci podpořilo 110 katolických kněží.

## Dílo
Marek Dunda je autorem řady knih. Těžiště jeho tvorby představují publikace určené pro vydavatelství A. M. I. M. S. Většinou jde o nekomerční projekty a většinu knih, které vydal v papírové formě, dává k dispozici i zdarma v elektronické formě na webu FATYMu.

### Lidové misie
- Dědictví otců zachovej nám, Pane, aneb, Lidové misie s Fatymem (A. M. I. M. S., Vranov nad Dyjí 2005 – druhé přepracované[21] vydání tamtéž v roce 2008)

Kniha popisuje model lidových misií. Protože se tento model stále vyvíjí, je kniha při dalších vydáních průběžně aktualizována.

### Duchovní život
- Soužití či soužení? aneb Milující ušlechtilá duše a bratr osel, A. M. I. M. S., Vranov nad Dyjí 2004
- Můžeš růst – 36 impulsů pro růst lásky k Bohu i k bližnímu, A. M. I. M. S., Vranov nad Dyjí 2005
- To promodlím, A. M. I. M. S., Vranov nad Dyjí 2007
- Řekli svatí a to platí – I. díl, A. M. I. M. S., Vranov nad Dyjí 2009
- Řekli svatí a to platí – II. díl, A. M. I. M. S., Vranov nad Dyjí 2010

### Homiletika
Jako editor postupně vydává sbírky kázání svatého Jana Marie Vianneye. Postupně tak českým čtenářům zpřístupnil velkou část z celkového počtu asi osmdesáti dochovaných kázání tohoto světce.
- Tak kázal Vianney – Deset kázání sv. faráře arského, Tiskový apoštolát FATYMu, Vranov nad Dyjí 2003
- Jak kázal Vianney o svaté zpovědi – Dalších deset kázání sv. faráře arského, A. M. I. M. S., Vranov nad Dyjí 2004
- I tak kázal Vianney – Dalších devět kázání sv. faráře arského, A. M. I. M. S., Vranov nad Dyjí 2005
- Promluvy sv. Jana Marie Vianneye – Další originální promluvy tohoto světce, A. M. I. M. S., Vranov nad Dyjí 2008
- Z myšlenek sv. Jana Marie Vianneye, A. M. I. M. S., Vranov nad Dyjí 2009

### Biblistika
- Co odhalují oslovení? – teologický záměr oslovení Pána Ježíše v synoptických evangeliích, Petr Veselý, Brno 2009
- Co skrývají oslovení? – historické pozadí oslovení Pána Ježíše v synoptických evangeliích, Petr Veselý, Brno 2009

Obě vydané publikace vycházejí z jeho disertační práce.